# Herbert (Computerspiel)
Herbert ist ein vom AMC Verlag entwickeltes Computerspiel. Es erschien 1988 für die Atari-8-Bit-Serie.

## Übersicht
Es handelt sich bei dem Spiel um ein sogenanntes Plattformspiel. Die Spielwelt wird von der Seite gezeigt. Der Spielinhalt besteht darin, sich mit einer oder zwei Enten (Herbert und sein Freund Oskar) durch zwanzig Level zu kämpfen und am Ende seine Freundin zu befreien. Dabei können beide Spielfiguren von menschlichen Spielern übernommen werden, das Level wird zweimal untereinander dargestellt. Herbert hat die Möglichkeit zu laufen, zu rennen, zu schwimmen und zu flattern. Außerdem kann er ein Ei in hin und wieder auftauchende Nester legen und erhält dafür ein Extraleben, und dreimal pro Level ist es möglich, für einige Sekunden Unverwundbarkeit auszulösen. Feinde sind z. B. eine Hexe, ein Fisch, ein Schwertkämpfer, Dornen an Sträuchern oder fleischfressende Pflanzen. Um ein Level zu lösen, muss Herbert in einem Zeitlimit Edelsteine einsammeln und den Ausgang ganz rechts erreichen. Es gibt speicherbare Bestzeiten für jedes Level und eine Highscoreliste.
Ein Level ist einen halben Bildschirm hoch und etwa 6 Bildschirme breit, es wird nur horizontal gescrollt.
In Deutschland erhielt Herbert gute Kritiken, u. a. 91 % im Compy-Shop-Magazin und eine sehr positive Besprechung im Atari Magazin. Es war ein Jahr in den Leser-Top-Ten des Atari Magazins und erreichte dabei drei Mal Platz 1. Außerhalb Deutschlands sind die Spiele kaum bekannt.
Die Spiele sind seit 10/2003 Freeware.

## Kritiken
„Das Spiel ist einfach drollig. […] Das eigentlich schon etwas angestaubte Hüpf- und Laufprinzip vermag durch neue Features Interesse zu wecken. […] Die Steuerung der Spielfigur(en) ist anfangs sehr gewöhnungsbedürftig. […] »Herbert« ist eines der Games, die vorbehaltlos auch für Kinder empfohlen werden können. Es macht riesigen Spaß.“

## Chronologie
- Herbert (1988)
- Herbert 2 (1989)